# Christian Grimsgaard
Christian Semb Grimsgaard, född 2 augusti 1824 i Kristiania (nuvarande Oslo), död 30 maj 1895 i Drammen, var en norsk militär. 
Grimsgaard blev sekundlöjtnant 1847 i Bergenska brigaden, 1872 chef för generalstaben och 1878 generalmajor i armén. Han förflyttades 1882 till Fredrikshald som chef för andra Akershusiska brigaden och kommendant på Fredriksten samt blev 1890 tullkassör i Drammen. 
År 1873 införde Grimsgaard de därefter varje år förekommande generalstabsövningarna. Han var medlem av de 1864 och 1868 nedsatta svensk- norska kommittéerna för utarbetande av nya instruktioner för tjänsten i fält och för nytt exercisreglemente för infanteriet, av den stora militärkommissionen 1870 och av härordningskommittén 1880. Han var 1880–1882 ledamot av Stortinget.